# 棚橋祐治
棚橋 祐治（たなはし ゆうじ、1934年10月13日 - ）は、日本の弁護士。元通産官僚、第25代通商産業事務次官、石油資源開発社長、石油鉱業連盟会長。

## 略歴
岐阜県岐阜市生まれ。軍人であった父を3歳の時に亡くし、母と祖父母に育てられた。
岐阜県立岐阜北高等学校から東京大学法学部に入学。在学中は行政法・自治法が専門の田中二郎のゼミで学ぶ。ゼミの同期には片山虎之助（参議院議員、初代総務大臣）がいた。「広域行政の必要性」を説く田中からは自治省への入省を勧められ、片山も自治省でのキャリアを積む事となるが、棚橋は「日本はまだまだ経済発展が必要だ。出来るならば、産業政策を担う通産省に入りたい」と志した。
1958年、東大法学部を卒業し通商産業省入省。同期には鈴木直道（通商産業審議官）、鎌田吉郎（資源エネルギー庁長官）、松尾邦彦（中小企業庁長官）などがいた。
1973年に日本貿易振興会に出向し、西ドイツデュッセルドルフ所長を勤める。
1977年に福田赳夫内閣総理大臣秘書官となる。秘書官には他に福田康夫、保田博、小和田恆などがいた。1978年自由民主党総裁選挙で福田が敗れたときには悔し涙を流した。
1981年、機械情報産業局総務課長、1983年に通商産業省大臣官房審議官、1984年に機械情報産業局次長、1986年に通商産業省大臣官房長、1988年に機械情報産業局長、1989年に産業政策局長に就任。
産業政策局長時代の1989年6月には、アメリカが通商法スーパー301条の制裁対象国である「不公正貿易国」に日本を追加。1990年4月、米通商代表部（USTR）のカーラ・ヒルズ代表、日本側では主に村岡茂生から鈴木直道通商産業審議官に代わり日米構造協議が引き続いて行われ、日本国内の内政問題に対してアメリカ側から社会資本の整備、公共投資の拡大、土地税制の見直し、大規模小売店舗法の撤廃、独禁法の罰則強化などあわせて200項目以上の改造要求を突きつけられた。
1991年5月から1993年6月まで通商産業事務次官。日米貿易摩擦の解消に努めた。
退官後、1995年9月日本興業銀行顧問、1997年4月同志社大学教授、同年8月財団法人新エネルギー財団会長、2000年6月SMK監査役、2001年4月明治大学法学部教授。2001年6月石油資源開発社長、2002年5月30日日本産業広告協会会長。2002年6月SMK取締役。2004年4月明治大学法科大学院教授。
2008年、K.I.T.虎ノ門大学院客員教授（知的創造・経営研究所所長）同年6月25日付で石油資源開発会長。2008年5月石油鉱業連盟会長。同月、弁護士法第5条により法学博士課程を有す大学の法学部法律学科の助教授ならびに教授を5年以上務めた事により弁護士登録し、現在はシティユーワ法律事務所にオブ・カウンセルとして所属する弁護士でもある。
他に、鉱業労働災害防止協会常任理事、社団法人日本中小企業団体連盟顧問、財団法人油空圧機器技術振興財団理事長、財団法人知的財産研究所理事、社団法人中央政策研究所理事長、知的財産教育協会代表理事、地球こどもクラブ理事、財団法人マザック財団理事長、財団法人立石科学技術振興財団理事、工業技術博物館後援会顧問、財団法人石油開発情報センター理事、ペット法学会理事長など。

## 人物
通産省機械情報産業局長在任中、1980年代以降日本の「非関税障壁」を問題視していた米国との協調を重視する「国際派」として、日本版OS・トロン（トロンプロジェクトを参照）を林良造（同局情報処理振興課長、のちに経済産業政策局長、東大公共政策院教授）らの下、孫正義の働きかけでお蔵入りさせたと言われている（BTRON#通商問題を参照 ）。
また、事務次官在任中の1993年の宮沢内閣の下、通産省として情報・通信など次世代産業振興の目玉として「新社会資本整備」を新ビジョンとして打ち出した。
同じく通産官僚であった長男の棚橋泰文が総選挙に出馬するため、退官時に内藤正久（のち産業政策局長）に肩書の箔付けを依頼したとの怪文書が通産省内を出回った。いわば「通産省4人組事件」として熊谷弘通産大臣が熊野英昭事務次官に内藤正久らの解任を迫った出来事であった。省内の資源民族派と国際派との確執、非東大組の東大組である主流に対する人事抗争、小沢一郎と梶山静六との「一六戦争」などが複雑に絡み合っていた。これ以後、しきりに通産省の斜陽化が言われるようになった。